# Eikenweeskind
Het eikenweeskind (Catocala promissa) is een nachtvlinder uit de familie van de spinneruilen (Erebidae).

## Beschrijving
De voorvleugellengte bedraagt tussen de 26 en 32 millimeter. De voorvleugel bevat een bonte tekening van licht- en donkergrijs en zwart. De buitenste golflijn ziet eruit als een witte zaagtand. De achtervleugel is karmozijnrood. De dwarslijn over het midden van de vleugel is tamelijk recht, en heeft wat van de vorm van een zeepaardje.

## Waardplanten
Het eikenweeskind gebruikt eiken als waardplant. De rups is te vinden van april tot juni. De soort overwintert als ei.

## Voorkomen
De soort komt verspreid over Noord-Afrika, Klein-Azië en Europa voor, met een zwaartepunt op Zuid-Europa.

### In Nederland en België
Het eikenweeskind is in Nederland en België een zeldzame soort uit de zuidelijke provincies. In Nederland komt hij nauwelijks voor. De vlinder kent één generatie die vliegt van halverwege juli tot halverwege september.